# Belgium (Wisconsin)
Belgium é uma vila localizada no estado norte-americano de Wisconsin, no Condado de Ozaukee.

## Demografia
Segundo o censo norte-americano de 2000, a sua população era de 1678 habitantes.
Em 2006, foi estimada uma população de 2159, um aumento de 481 (28.7%).

## Geografia
De acordo com o United States Census Bureau tem uma área de
3,7 km², dos quais 3,7 km² cobertos por terra e 0,0 km² cobertos por água.

## Localidades na vizinhança
O diagrama seguinte representa as localidades num raio de 16 km ao redor de Belgium.